# 쿠트루크 무라드 칸
쿠트루크 무라드 칸(러시아어: Кутлуг Мурад-хан, 1837년 ~ 1856년)은 우즈베크족의 9번째 통치자이자 51번째 히바 칸국의 칸이다.
1855년 전 히바 칸국의 칸이었던 압둘라 칸이 전투 도중 사망한 이후, 압둘라의 18세 동생인 쿠트루크 무라드가 칸으로 등극했다.
쿠트루크 무라드 칸은 짧은 통치 기간으로 유목민과 계속해서 치열하게 싸웠다.

## 죽음
1856년 쿠트루크 무라드 칸은 암살로 사망했다. 이후 그의 형제인 사이드 무함마드 칸이 칸을 물려받았다.

## 참고 문헌
- (러시아어) Веселовский Н.И., Очерк историко-географических сведений о Хивинском ханстве. Спб, 1877
- (러시아어) Гулямов Я.Г., История орошения Хорезма с древнейших времен до наших дней. Ташкент. 1957
- (러시아어) История Узбекистана. Т.3. Т.,1993.
- (러시아어) История Узбекистана в источниках. Составитель Б.В. Лунин. Ташкент, 1990
- (러시아어) История Хорезма. Под редакцией И.М.Муминова. Ташкент. 1976.

| 전임 압둘라 칸 | 제51대 히바 칸국의 칸 1855년 ~ 1856년 | 후임 사이드 무함마드 칸 |